# Олимпийский комитет Республики Корея
Олимпийский комитет Кореи (кор. 대한체육회?, 大韓體育會?) — организация, представляющая Республику Корея в международном олимпийском движении. Основан в 1946 году; зарегистрирован в МОК в 1947 году.
Штаб-квартира расположена в Сеуле. Является членом Международного олимпийского комитета, Олимпийского совета Азии и других международных спортивных организаций. Осуществляет деятельность по развитию спорта в Республике Корея.